# فوتبال زنان در مصر
فوتبال زنان در مصر (به انگلیسی: Women's football in Egypt) از دیرباز، به خاطر اینکه زنان از حضور در ورزش منع شده بودند، بازی فوتبال در مصر توسط مردان انجام می‌گرفت.
بانو سحر الهواری یکی از بدعت گذاران فوتبال مصر است که به تشکیل تیم ملی فوتبال زنان مصر کمک کرد و سپس به جام ملت‌های زنان آفریقا رفت.